# James Whistler (personaje de Prison Break)
James Whistler  es un personaje de ficción de la serie de televisión estadounidense Prison Break, interpretado por el actor Chris Vance. El personaje fue introducido en la tercera temporada de la serie, era un pescador australiano y ahora está encarcelado en la prisión de Sona.

## Biografía
Whistler fue encarcelado en Sona tras asesinar en una pelea al hijo del alcalde de la Ciudad de Panamá. El alcalde ofreció liberar a cualquier interno que lo matase, obligando a Whistler a vivir oculto en las alcantarillas de la prisión.
Es un misterioso personaje al que la Compañía quiere fuera de Sona, para llevarlos a un lugar al que los había conducido antes de entrar en prisión.